# Prosotera metopora
Prosotera metopora är en fjärilsart som beskrevs av Turner 1919. Prosotera metopora ingår i släktet Prosotera och familjen mätare. Inga underarter finns listade i Catalogue of Life.